# S Sagittae

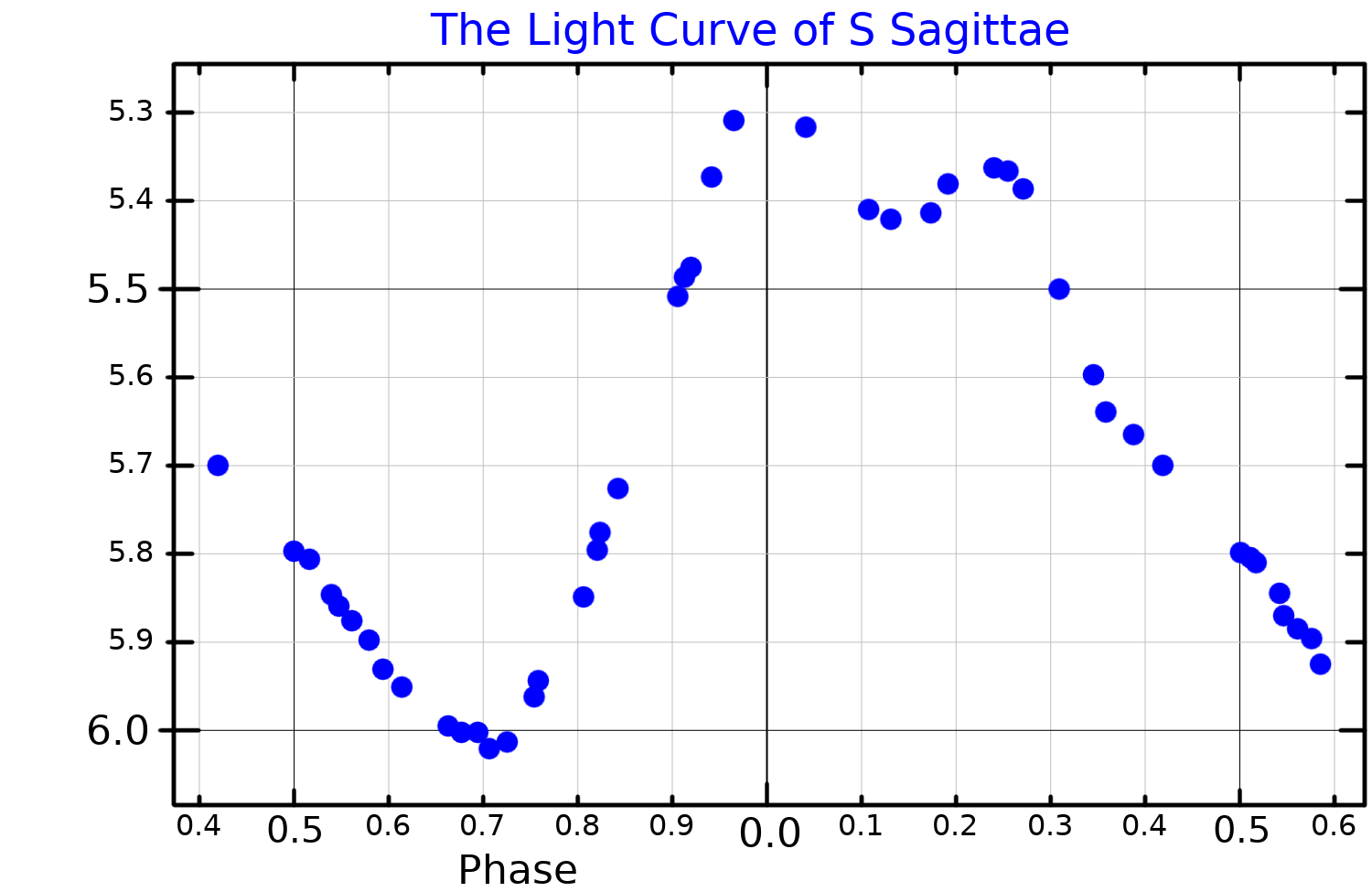
Curva de luz de S Sagittae

S Sagittae (S Sge / 10 Sagittae / HD 188727 / HR 7609) es una estrella variable en la constelación de Sagitta, la flecha, situada muy cerca del límite con Aquila.

## Características físicas
S Sagittae es una de las cefeidas más prominentes del cielo nocturno. Su brillo varía entre magnitud aparente +5,24 y +6,04 con un período de 8,3821 días. Como en otras variables de este tipo, su espectro varía entre F6Ib y G6Ib, siendo su radio 56 veces mayor que el radio solar. Tiene un contenido metálico similar al del Sol, con un índice de metalicidad [Fe/H] = +0,10. Sin embargo, su contenido de lantano y europio es significativamente mayor que en el Sol.
Por otra parte, S Sagittae es una binaria espectroscópica con un período orbital de 675,72 días. La órbita del sistema es moderadamente excéntrica, con un valor de ε = 0,238.

## Localización
Aunque medidas de paralaje sitúan a S Sagittae a una incierta distancia de más de 4000 años luz respecto al sistema solar, otras metodologías basadas en la relación entre las variaciones de color y del diámetro angular reducen esta distancia hasta los 2160 años luz.